# Odbojkaški klub TENT
O Odbojkaški klub TENT é um clube de voleibol feminino cuja sede é em Obrenovac.

## História
O clube de vôlei TENT foi fundado em 1981, fundado pela empresa Power Plants Nikola Tesla, gigante na produção de eletricidade na Sérvia e na região dos Balcãs. A administração do clube é composta por 15 membros do conselho, a maioria empregados na empresa de usinas TENT. A partir da temporada 2005-06, investiram apenas no vôlei feminino. Atualmente, temos 200 membros em todas as categorias e gerações, e esse número está aumentando. O clube conta com nove treinadores profissionais, dos quais três possuem diplomas universitários em educação e gestão esportiva, além de dois treinadores concluindo seus estudos em faculdades de treinamento.
A equipe sênior feminina começou a competir em 1981 na liga regional de Belgrado. Em 1990, a equipe sênior avançou para uma liga de competição mais alta, a Superliga da Sérvia. O ~êxito inicia em 1996, quando as veteranas do OK TENT foram promovidas pela primeira vez na história do clube para a liga federal IB. Após alguns anos nessa liga, a equipe sênior feminina alcança o maior resultado do clube, avançando para a divisão de elite da liga federal IA, hoje Superliga da Sérvia.
Além do trabalho com a equipe sênior feminina, o clube tornou-se reconhecido especialmente pelo trabalho com as categorias juniores, com esforços demonstrados em resultados em diferentes competições e prêmios obtidos nessas competições. A partir de 2000, o clube se concentra em investir em jovens jogadoras em potencial, o que resultou na promoção para a Superliga da Sérvia.
A partir de 1996, o clube de vôlei TENT e o município de Obrenovac estão se tornando um importante centro de vôlei para as gerações mais jovens. O clube organiza torneios tradicionais para todas as categorias juniores, nacionais e internacionais. Este torneio é o segundo maior da Europa para equipes juniores. Em nosso torneio, 60 equipes competem em 7 campos durante 3 dias e jogam cerca de 200 partidas. Durante o torneio, os principais nomes do vôlei sérvio visitam Obrenovac.
Além do acima mencionado, nos últimos anos nosso clube organizou alguns outros grandes encontros de vôlei, como o torneio Balkaniada para equipes juniores femininas, o torneio da Copa dos Balcãs, a final da Copa da Sérvia, mas também dois jogos da liga europeia feminina, assim como um grande número de torneios estaduais para equipes juniores.

### Títulos conquistados
Campeonato Sérvio
- Campeão:2019-20

 Copa da Sérvia
  Supercopa Sérvia
- Campeão: 2024

 Copa CEV

 Liga dos Campeões da Europa
 Challenge Cup

 Mundial de Clubes